# Darcinópolis
Darcinópolis es un municipio brasileño del estado del Tocantins. Se localiza a una latitud 06º42'47" sur y a una longitud 47º45'35" oeste, estando a una altitud de 0 metros. Su población estimada en 2004 era de 4 710 habitantes.
Posee un área de 1555,4 km².